# 内山美樹子
内山 美樹子（うちやま みきこ、1939年10月18日 - 2022年8月3日）は、日本の近世文学、特に18世紀浄瑠璃の研究者。文学博士（早稲田大学・論文博士・1989年）。早稲田大学名誉教授。2019年瑞宝中綬章受章。

## 人物
実業之日本社で『少女の友』主筆だった内山基（1903年 - 1982年）と、内田百閒の娘で同誌の編集者でもあった翻訳家の内山多美野（1913年 - 1988年）の長女として東京に生まれる。1962年、早稲田大学文学部演劇学卒業。1971年、同大学院博士課程単位取得満期退学。早稲田大学第一文学部教授、1989年、『浄瑠璃史の一八世紀』で文学博士（早稲田大学）の学位を取得。第22回河竹賞受賞。2010年、定年退任。
2019年春の叙勲で瑞宝中綬章を受章。
近松門左衛門研究に偏りがちな浄瑠璃研究の世界で、近松以後の作家は近松よりも構成力に優れると評価し、近世浄瑠璃の全体像に迫ろうとしている。
2022年8月3日、心不全により死去。

## 著書
- 『浄瑠璃史の十八世紀』（勉誠社 1989年、のち勉誠出版から再刊）
- 『文楽 二十世紀後期の輝き―劇評と文楽考』（早稲田大学出版部、2010年）

### 共編著
- 『文楽・歌舞伎 日本古典芸能と現代』（志野葉太郎共著 岩波セミナーブックス、1996年4月）
- 『岩波講座歌舞伎・文楽』（全10巻 鳥越文蔵・渡辺保共編、1997年-1998年）

### 校訂
- 新日本古典文学大系『竹田出雲・並木宗輔浄瑠璃集』（角田一郎と校註、1991年）
- 同『近松半二江戸作者浄瑠璃集』（延広真治と校註、1996年）
- 杉山其日庵『浄瑠璃素人講釈』桜井弘共編（岩波文庫、2004年）